# Maria Romanowska

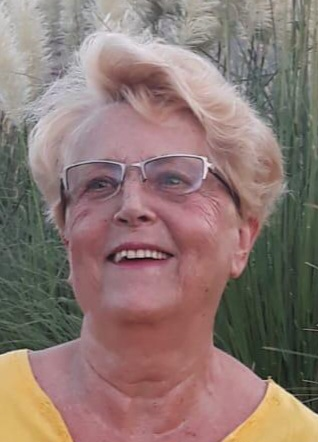
Maria Romanowska (2024)

Maria Romanowska (* 1947 in Radom als Maria Witkowska) ist eine polnische Wirtschaftswissenschaftlerin.

## Beruflicher Werdegang
Romanowska studierte ab 1965 an der Warschauer Hochschule für Planung und Statistik, wo sie nach ihrem Abschluss in Wirtschaftswissenschaft im Jahr 1976 ihre Promotion abschloss und dann im akademischen Betrieb zunächst als Assistenzprofessorin wirkte. Nach dem Zusammenbruch des Sozialismus in Polen rückte sie 1991 zur Rektorin der Abteilung für Betriebswirtschaftslehre auf. Dort blieb sie bis zu ihrer Emeritierung 2021.
Als Mitglied der Polnischen Akademie der Wissenschaften war sie zwischen 1999 und 2023 Mitglied des Ausschusses für Organisations- und Managementwissenschaften. Sie wurde mit dem Verdienstkreuz der Republik Polen ausgezeichnet, 2021 wurde sie bei ihrem altersbedingten Ausscheiden für ihre „Verdienste um die Hochschule“ von der Szkoła Główna Handlowa w Warszawie mit der Ehrenmedaille der Hochschule geehrt.
Romanowska ist die Tochter des polnischen Stadtplaners, Hochschullehrers und sozialisten Aktivisten Stefan Witkowski (1912–1981). Ihre Tochter ist die Journalistin und Filmpublizistin Anna Wróblewska (* 1972).